# Innu
Gli Innu o Neenoilno (cosiddetti Montagnais) - Naskapi sono una popolazione autoctona originaria della penisola del Labrador, più precisamente della zona del Quebec compresa tra la Côte-Nord e la zona di Saguenay-Lac-Saint-Jean fino all'estremo lembo orientale della penisola, incluso come regione del Labrador nella provincia di (Terranova e Labrador).
Il termine « Innu » proviene dalla loro lingua, l'innu-aimun, e significa «L'essere umano». Questo nome venne ufficialmente adottato nel 1990, sostituendo quello di «Montagnais» dato ai Neenoilno Innu dai primi esploratori francesi.
Gli Innu (Neenoilno e Naskapi) designiano il loro territorio ancestrale col nome di Nitassinan.
Nel dicembre 2010, si stimava il loro numero in 19612, di cui 17517 in Québec ripartiti in 11 riserve e 2095 in 2 riserve nel Labrador.

## Storia
Gli Innu del Labrador, di Saguenay e della Côte-Nord non hanno mai ceduto ufficialmente parti del loro territorio al Canada e fino al 2002, gli Innu dei villaggi di Natuashish e Sheshatshiu in Labrador non erano soggetti alla legge sugli Indiani (Indian Act) firmata nel 1876.
Con l'espansione dello sfruttamento minerario e forestale dall'inizio del XX secolo, una parte sempre più grande della popolazione Innu si stabilirono nei villaggi lungo le coste ed all'interno dei territori. La sedentarizzazione degli Innu era attivamente incoraggiata dai governi del Canada, del Quebec e di Terranova e dalle chiese cattolica ed anglicana, che alla fine raggiunsero lo scopo ottenendo di mettere fine definitivamente al loro nomadismo.
Col declino delle attività tradizionali (caccia e pesca), la vita in questi nuovi villaggi fu spesso turbato da fenomeni di droga, violenza domestica e suicidio.

### Innu del Labrador
Nel 1999, l'organismo Survival International ha pubblicato uno studio sulle condizioni di vita delle due comunità Innu del Labrador e sulle politiche governative tese a favorire il loro stanziamento in villaggi lontani dai loro territori di caccia tradizionali. "Survival International" afferma che queste politiche violano il diritto internazionale e può essere comparato al trattamento inflitto ai Tibetani dalle autorità cinesi. Dal 1990 al 1997, secondo questo rapporto, la comunità Innu di Davis Inlet nel Labrador, aveva un tasso di suicidi dodici volte superiore a quello della popolazione canadese, quindi almeno tre volte più elevato del tasso osservato nei villaggi isolati del nord del Canada.
Ciò ha indotto il governo canadese ad assegnare lo statuto indiano agli Innu del Labrador nel 2002, ad assegnare lo statuto di riserva indiana alla comunità di Natuashish nel 2003 ed a trasferire gli Innu Mushuan di Davis Inlet nella nuova riserva di Sheshatshiu nel 2006.

## Cultura

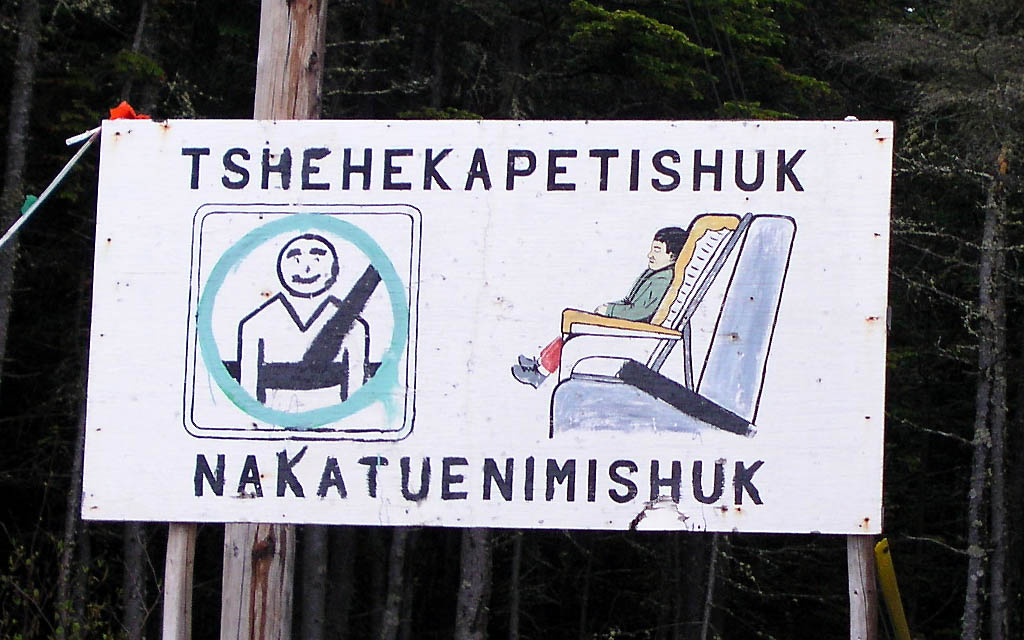
Pannello stradale «allacciate le cinture dei vostri figli» in lingua Innu, nella riserva di Pointe-Parent a Natashquan nel Québec.

Occorre menzionare il Festival Innu Nikamu di Maliotenam (Mani Utenam in Innu-aimun: significa il villaggio di Maria) la cui vocazione è di trasmettere ai bambini la memoria della Cultura Innu; così come il festival annuale d'Innucadie, a Natashquan.
La letteratura Innu è rappresentata nazionalmente ed internazionalmente dalla poetessa Rita Mestokosho.
La musica è difesa da parecchi gruppi Innu, i più noti sono Shauit, Florent Vollant e Claude Mackenzie, del gruppo Kashtin, popolare negli anni '90 del XX° secolo.

## Popolazione

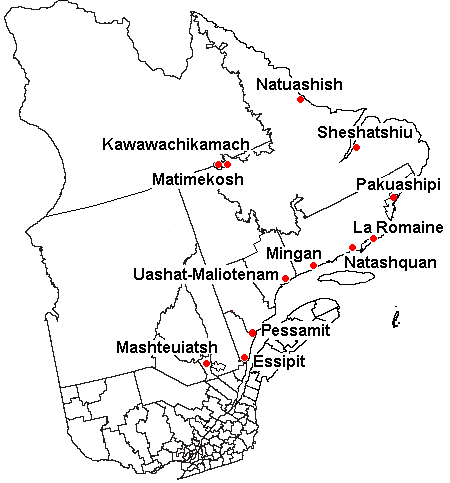
Villaggi Innu del Québec e del Labrador

| Popolazione Innu del Quebec nel dicembre 2010 | Popolazione Innu del Quebec nel dicembre 2010 |           |               |
| Comunità                                      | Totale                                        | résidenti | non-résidenti |
| --------------------------------------------- | --------------------------------------------- | --------- | ------------- |
| Pessamit (Betsiamites)                        | 3 717                                         | 2 920     | 797           |
| Essipit (Les Escoumins)                       | 433                                           | 173       | 260           |
| Unamen Shipi (La Romaine)                     | 1 095                                         | 1 058     | 37            |
| Mashteuiatsh (Pointe-Bleue)                   | 4 981                                         | 2 024     | 2 957         |
| Matimekosh (Schefferville)                    | 847                                           | 759       | 88            |
| Ekuantshit (Mingan)                           | 565                                           | 539       | 26            |
| Nutukuan (Natashquan)                         | 1 001                                         | 932       | 69            |
| Pakua Shipi (St-Augustin)                     | 329                                           | 326       | 3             |
| Uashat Mak Mani-Utenam (Sept-Îles/Moisie)     | 3 854                                         | 3 153     | 701           |
| Innu (Totale)                                 | 16 822                                        | 11 884    | 4 938         |